# Bartis
Els bartis (també escrit Barthi, Barthoni, Barti) fou una de les tribus de llengua prussiana que formaren part dels pagans constra els què s'organitzaren les croades bàltiques. El territori que habitaren, anomenat Bàrtia (també Bartenland o Barthonia), part de la regió de Prússia. Els bartis, juntament amb altres pobles prussians, foren conquerits i cristianitzats per l'Orde Teutònic, els quals hi establiren colons alemanys entre ells i crearen ciutats. Els bartis, assimilats pels nouvinguts, acabaren perdent el seu idioma, que acabà extingit al segle xvii.

## Bàrtia
Fou una franja que anava des del curs mitjà del riu Łyna (afluent del Pregel), el riu Świna (en l'estuari de l'Òder) i el llac Mamry (Voivodat de Vàrmia i Masúria), fins als boscos dels galinds, un territori descrit en el Chronicon terrae Prussiae, datat en l'any 1326. En aquest text també es diu que hi havia dues regions habitades pels bartis, Bartia Maior i Bartia Minor, part de la regió de Prússia. Aquest va ser un territori densament poblat, segons es dedueix pels abundants troballes arqueològiques. Abans de les guerres contra els cavallers de l'Orde Teutònic, s'estima que la població de Bàrtia seria d'uns 17.000 habitants.

## Història
Diversos anys d'intents de conquesta efectuats pels polonesos, amb l'ajut dels croats enviats pel papa i per Conrad I de Masòvia, havien acabat en fracàs. Llavors Conrad de Masòvia invità els cavallers de l'Orde Teutònic a establir-se en Cúlmerland el 1226 i efectuar la conquesta des d'allà. Els cavallers teutons reberen el suport de l'Europa cristiana i de mica en mica s'anaren expandint cap a l'est. La seva estratègia consistia en conquerir un territori, construir-hi una fortalesa i establir-hi una guarnició des d'on continuar la seva expansió. A prop de la fortalesa s'assentava una colònia de cristians, que es beneficiaven de la protecció dels cavallers, colònies que serien el gèrmen de futures ciutats.
Els bartis, juntament amb els varmis i els natangis, foren subjugats pels cavallers teutons entre els anys 1238-1240. A Bàrtia construïren els castells de Bartenstein i Rößel. El 1242, just dos anys després de la conquesta, els bartis es rebel·laren i aconseguiren mantenir la resistència fins al 1252. Durant la Revolta Prussiana (1260-1274), que començà després que els teutons patissin una gran derrota en la batalla de Durbe, els bartis escolliren Diwane com a líder. Els rebels capturaren uns pocs castells, un dels quals fou el de Bartenstein el 1264. Amb l'ajut d'altres tribus prussianes, Diwane atacà Kulm, Marienburg i Christburg. Tanmateix, els prussians no podien guanyar una guerra de desgast contra els cavallers teutons, perquè aquests rebien periòdicament reforços de l'Europa Occidental. El 1273 Diwane assetjà un altre castell però fou ferit i morí. Un anys després la revolta s'havia acabat. Alguns dels rebels fugiren a Hrodna i altres cap als territoris dels lituans.
Malgrat el gran nombre de baixes durant la revolta, Bàrtia no quedà totalment deshabitada. Els que hi romangueren encara efectuaren dues revoltes més, els anys 1286 i 1293, per alliberar-se dels invasors teutons. El 1286 els bartis demanaren suport al duc de Rügen, i el 1293 a Vitenis, gran duc de Lituània. Els bartis acabaren assimilats amb els colons alemanys entre els segles xvi i xvii.
Podria ser que els bartis fossin els Bartove esmentats en el Còdex d'Hipàtia, la crònica més important sobre la història dels antics russos.